# Inkberrow
Inkberrow – wieś i civil parish w Anglii, w hrabstwie Worcestershire, w dystrykcie Wychavon. Leży 17 km na wschód od miasta Worcester i 150 km na północny zachód od Londynu. W 2011 roku civil parish liczyła 1995 mieszkańców. Inkberrow jest wspomniana w Domesday Book (1086) jako Interberga/Interberge.